# نيكولا جورجييف
نيكولا جورجييف (22 أغسطس 1997 بسويسرا - ) هو لاعب كرة قدم سويسري في مركز الوسط. شارك مع منتخب سويسرا تحت 17 سنة لكرة القدم ومنتخب سويسرا تحت 19 سنة لكرة القدم ومنتخب مقدونيا تحت 21 سنة لكرة القدم ومنتخب مقدونيا لكرة القدم. أما مع النوادي، فقد لعب مع نادي غراسهوبر زيوريخ.

## وصلات خارجية
- نيكولا جورجييف على موقع الاتحاد الأوربي (الإنجليزية)
- نيكولا جورجييف على موقع إي إس بي إن إف سي (الإنجليزية)
- نيكولا جورجييف على موقع قاعدة بيانات كرة القدم.إي يو (الإنجليزية)
- نيكولا جورجييف على موقع بيانات كرة القدم. دي إي (الألمانية)
- نيكولا جورجييف على موقع ليكيب (الفرنسية)
- نيكولا جورجييف على موقع ناشيونال فوتبول تيمز (الإنجليزية)
- نيكولا جورجييف على موقع Soccerbase.com (لاعب) (الإنجليزية)
- نيكولا جورجييف على موقع Soccerway.com (الإنجليزية)
- نيكولا جورجييف على موقع عالم كرة القدم.نت (الإنجليزية)
- نيكولا جورجييف على موقع AS.com (الإسبانية)